# Поліамант
Поліамант (англ. polyiamond) або трикутний звір (англ. triangular animal) — геометрична фігура у вигляді багатокутника, складеного з декількох однакових рівносторонніх трикутників, що прилягають один до одного сторонами. Поліаманти можна розглядати як скінченні підмножини трикутного паркету зі зв'язною внутрішністю.
Нарівні з поліміно, поліаманти поширені в цікавій математиці, зокрема в задачах на складання фігур та на замощення площини.

## Кількість
Одним з основних питань є питання про кількість поліамантів, які можна скласти з даного числа трикутників. Як і у випадку поліміно, розрізняють «вільні» («двобічні») поліаманти, для яких повороти і відбиття не вважаються різними формами; «однобічні», коли дзеркальні фігури вважаються різними, і «фіксовані», що розрізняються також і під час поворотів.
У таблиці наведено число n-амантів різних типів аж до n = 12.
| n  | поліаманти  | поліаманти  | поліаманти  | поліаманти   | поліаманти | псевдополіаманти |
| n  | двосторонні | двосторонні | двосторонні | односторонні | фіксовані  | двосторонні      |
| n  | всі         | з отворами  | без отворів | односторонні | фіксовані  | двосторонні      |
| n  | A000577     | A070764     | A070765     | A006534      | A001420    | (немає)          |
| -- | ----------- | ----------- | ----------- | ------------ | ---------- | ---------------- |
| 1  | 1           | 0           | 1           | 1            | 2          | 1                |
| 2  | 1           | 0           | 1           | 1            | 3          | 3                |
| 3  | 1           | 0           | 1           | 1            | 6          | 11               |
| 4  | 3           | 0           | 3           | 4            | 14         | 75               |
| 5  | 4           | 0           | 4           | 6            | 36         | -                |
| 6  | 12          | 0           | 12          | 19           | 94         | -                |
| 7  | 24          | 0           | 24          | 43           | 250        | 40 609           |
| 8  | 66          | 0           | 66          | 120          | 675        | -                |
| 9  | 160         | 1           | 159         | 307          | 1838       | -                |
| 10 | 448         | 4           | 444         | 866          | 5053       | -                |
| 11 | 1186        | 25          | 1161        | 2336         | 14 016     | -                |
| 12 | 3334        | 108         | 3226        | 6588         | 39 169     | -                |

Інші послідовності OEIS, пов'язані з поліамантами:
- Послідовність A096361 в OEIS: площа (в трикутниках), яку покривають всі n-аманти;
- Послідовність A030223 в OEIS: число n-амантів з дзеркальною симетрією;
- Послідовність A030224 в OEIS: число n-амантів без дзеркальної симетрії.

## Приклади
|  |  |

|  |  |

|  |  |

|  |  |  |

|  |  |  |  |

| «Смуга» (bar)     | «Палиця» (crook)       | «Корона» (crown) | «Сфінкс» (sphinx) | «Змія» (snake)          | «Яхта» (yacht)        |
| «Погон» (chevron) | «Вказівник» (signpost) | «Рак» (lobster)  | «Гак» (hook)      | «Шестикутник» (hexagon) | «Метелик» (butterfly) |

## Термінологія
Френк Харарі у своїх публікаціях називав n-міно «n-клітинними тваринами». В статті «Шахові дошки і поліміно» в журналі American Mathematical Monthly Соломон Ґоломб запропонував використовувати трикутне або шестикутне замощення замість квадратного, ввівши для позначення відповідних поліформ терміни «трикутні звірі» та «шестикутні звірі».
Термін «поліамант» вигадав математик Томас О’Берн із Глазго, пов'язавши слово «поліміно» і одну з англійських назв ромба — діамант (англ. diamond). Оскільки діамант можна скласти з двох рівносторонніх трикутників, то фігуру з трьох рівносторонніх трикутників О'Берн назвав триамантом, з чотирьох — тетриамантом і т. д. О'Берн також вигадав більшість назв гексиамантів (див. табл.).